# Kozue Takizawa
Kozue Takizawa (* 5. Dezember 1995) ist eine japanische Skilangläuferin.

## Werdegang
Takizawa lief sie im Januar 2011 in Sapporo ihr erstes Rennen im Far-East-Cup und belegte dabei den 24. Platz über 5 km klassisch. Bei den Olympischen Jugend-Winterspielen 2012 in Innsbruck lief sie auf den 30. Platz im Sprint und auf den achten Rang über 5 km klassisch und bei den Juniorenweltmeisterschaften 2012 in Erzurum auf den 56. Platz im Sprint, auf den 38. Rang über 5 km klassisch und auf den 27. Platz im Skiathlon. In der Saison 2012/13 errang sie mit vier Top-Zehn-Platzierungen, darunter Platz zwei über 5 km klassisch in Pyeongchang, den siebten Platz in der Gesamtwertung des Far-East-Cups. Bei den Juniorenweltmeisterschaften 2013 in Liberec kam sie auf den 32. Platz im Sprint, auf den 26. Rang über 5 km Freistil und auf den 19. Platz im Skiathlon und bei den Juniorenweltmeisterschaften 2014 im Val di Fiemme auf den 53. Platz im Sprint, auf den 16. Rang im Skiathlon und auf den siebten Platz über 5 km klassisch. In der Saison 2014/15 errang sie mit sechs Platzierungen unter den ersten Zehn, erneut den siebten Platz in der Gesamtwertung des Far-East-Cups. Ihre besten Resultate bei der Winter-Universiade 2015 in Štrbské Pleso waren der 28. Platz im Sprint und der achte Rang mit der Staffel. Bei den Juniorenweltmeisterschaften 2015 in Almaty belegte sie den 47. Platz über 5 km Freistil, den 43. Rang im Skiathlon und den 37. Platz im Sprint.
In der Saison 2016/17 kam Takizawa im Far-East-Cup fünfmal unter die ersten Zehn, darunter Platz drei über 5 km klassisch in Sapporo und erreichte damit den achten Platz in der Gesamtwertung. Ihre beste Platzierung bei der Winter-Universiade 2017 in Almaty war der sechste Platz im Sprint. Bei den Winter-Asienspielen 2017 in Sapporo gewann sie die Goldmedaille mit der Staffel. In den Einzelrennen dort wurde sie Neunte im Sprint, Fünfte über 5 km klassisch und jeweils Vierte über 10 km Freistil und im 15-km-Massenstartrennen. Ihr Debüt im Weltcup hatte sie im März 2017 beim Weltcupfinale in Québec, das sie auf dem 61. Platz beendete. In der folgenden Saison errang sie mit zwei dritten und einen ersten Platz im Sprint in Sapporo, den vierten Platz in der Gesamtwertung des Far-East-Cups. Bei den U23-Weltmeisterschaften 2018 in Goms belegte sie den 38. Platz im Sprint, den 20. Rang über 10 km klassisch und den 19. Platz im Skiathlon. Nach Platz zwei über 5 km klassisch beim Far-East-Cup in Otoineppu zu Beginn der Saison 2018/19, holte sie über 5 km klassisch in Sapporo ihren zweiten Sieg im Far-East-Cup. Es folgte ein dritter Platz über 5 km Freistil in Pyeongchang und zum Saisonende der dritte Platz in der Gesamtwertung des Far-East-Cups. Beim Saisonhöhepunkt, den Nordischen Skiweltmeisterschaften 2019 in Seefeld in Tirol, lief sie auf den 54. Platz über 10 km klassisch, auf den 50. Rang im Skiathlon und auf den 14. Rang mit der Staffel. Bei der Winter-Universiade im März 2019 in Krasnojarsk holte sie mit der Staffel die Silbermedaille. Ihre beste Einzelplatzierung dort war der neunte Platz über 5 km klassisch.

## Siege bei Continental-Cup-Rennen
| Nr. | Datum          | Ort     | Disziplin        | Serie        |
| --- | -------------- | ------- | ---------------- | ------------ |
| 1.  | 7. Januar 2018 | Sapporo | Sprint klassisch | Far East Cup |
| 2.  | 6. Januar 2019 | Sapporo | 5 km klassisch   | Far East Cup |